# Виттенбергская капитуляция

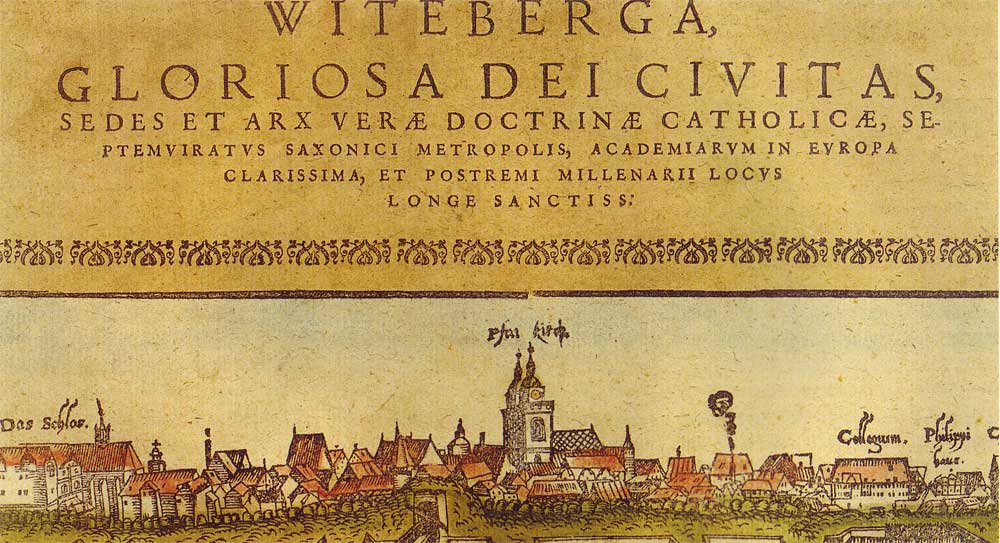
Городской пейзаж Виттенберга. Цветная гравюра на дереве. Ок. 1558 года

Виттенбергская капитуляция 19 мая 1547 года — событие, официально завершившее Шмалькальденскую войну. Зафиксировано актом, подписанным в имперском лагере Карла V перед Виттенбергом.
В результате альбертинская линия Веттинов получила от эрнестинской линии титул курфюрста Саксонии. Районы вокруг Виттенберга и Цвиккау также перешли к альбертинской линии. Эрнестинский Фогтланд и небольшая территория вокруг Платте в Рудных горах также отошли чешской короне.

## История
В Шмалькальдской войне католический император Карл V в союзе с протестантским герцогом Саксонии Морицем Саксонским одержал в апреле 1547 года верх над саксонским курфюрстом Иоганном Фридрихом Великодушным. Ещё до победы при Мюльберге император Карл признал и приказал именовать Морица курфюрстом, архимаршалом империи и правителем Саксонии. После пленения Иоганна Фридриха Великодушного император устроил суд, в ходе которого мятежный курфюрст был осуждён на смертную казнь. Угрожая привести приговор в исполнение, Карл заставил жену Иоганна Фридриха сдать ему Виттенберг.  
19 мая 1547 года была подписана капитуляция. По её условиям:
- Иоганн Фридрих и его сын должны были жить при дворе у императора Карла или его сына до тех пор, пока это будет необходимо
- Иоганн Фридрих признавал власть императора, императорского суда, а также выполнять все решения имперского сейма
- он должен был согласиться на постоянную передачу саксонского электората (курфюршества) из старшей эрнестинской линии в младшую альбертинскую
- Иоганн Фридрих должен был без выкупа освободить маркграфа Альбрехта Бранденбург-Кульмбахского и Генриха Брауншвейгского. А император Карл освобождал герцога Эрнста Брауншвейгского[3]

Также Иоганну Фридриху пришлось уступить свои земли к востоку от Заале Морицу Саксонскому и его брату Августу. Август через несколько лет стал основателем новой линии курфюрстов Саксонии
Император Карл ещё под Виттенбергом передал Морицу звание курфурста и титул архимаршала империи, но торжественная церемония произошла лишь в феврале 1548 года в Аугсбурге.
Мориц смог политически использовать завоевание саксонского избирательного достоинства и территориальное расширение сферы своего влияния. Вместе с другими оппозиционными немецкими князьями и в союзе с французским королём Генрихом II и с Фердинандом I, братом императора, ему удалось добиться от императора Карла V подписания Пассауского договора в 1552 году. Это официально признало протестантизм в Германии, даже если император не собирался соблюдать договор.
В 1554 году уступка территории Эрнестинами Альбертинам была частично отменена Наумбургским договором.
Виттенбергская капитуляция, приведшая к сокращению эрнестинских территорий, была важной отправной точкой для формирования сегодняшней федеральной земли Тюрингии.